# Петар Павловић (геолог)
Петар Павловић (Пожаревац, 10. јул 1864 — Београд, 5. август 1938) био је геолог, управник Музеја српске земље, данас Природњачки музеј.

## Биографија
Рођен је 28. јуна/10. јула 1864. године у Пожаревцу, од мајке Јелене (1832—1913), ћерке војводе Николе Милићевића и оца Стојка (1823—1906), коњичког официра. Породица је имала десеторо деце, али само шесторо је доживело пунолетство. Петар је имао три брата и две сестре. Најстарији је био Павле, који је постао биолог и професор у Другој београдској гимназији, затим млађи Иван, који је био официр и наставио официрску каријеру и најмлађи Милан је такође био биолог и професор у Другој београдској гимназији. Најстарија сестра је била Јелица (1859—1937) и млађа Катарина (1872—1952), која је постала наставник у Вишој женској школи и професор у Учитељској школи у Београду.

### Школовање
Основну школу започео је у Ужицу, где му је отац био службено распоређен као командант, али су се убрзо преселили, па је основну школу (1878), а затим и гимназију завршио у Београду. Пошто је положио испит зрелости 1882. године, уписао се на Велику школу, на природно-математички одсек, Филозофског факултета, који је завршио 1886.
Живео је у бурним временима. При првој регрутацији 1885. био је ослобођен војске као привремено неспособан, али се затим исте године пријавио као добровољац у Српско-бугарском рату. Тада је распоређен за писара у Интендатури Врховне команде, што му се рачунало као половина војног рока, док је другу половину служио од краја 1886. до марта 1887. у Београду.

### Каријера
Постављен је за предавача гимназије у Зајечару 1887, где је остао до августа 1888, када је дао оставку на државну службу и почео да спрема професорски испит. Наредне године је положио испит из биолошке групе (минералогија и геологија са палеонтологијом и хемија са хемијском технологијом) и у септембру постао професор Друге београдске гимназије. Током 1893/94. слушао је предавања из геологије и палеонтологије на Бечком универзитету, а у исто је време радио на геолошко-палеонтолошком одељењу јестаственичког музеја у Бечу. По инструкцијама Теодора Фукса (нем. Theodor Fuch) је проучавао терцијарну фауну са подручија Србије и по његовом савету наредне школске године 1894/95. студирао је рецентне и нарочито терцијарне мекушце код професора Спиридона Брусине, на загребачком јестаственичком музеју, а затим је у Бечу наставио са проучавањем фосилних фораминифера.
После тога се вратио у Другу београдску гимназију. Од тада је започела његова борба за оснивање природњачког музеја у Београду. Године 1895. формиран је одбор за подизање музеја, а он је изабран за његовог „пословођу“. Године 1897. изабран је и постављен за кустоса Геолошког завода Велике школе и асистента на катедри за палеонтологију, 1901. постао је и привремени управник Музеја српске земље, данас Природњачки музеј. Као помоћнике у музеју, имао је, између осталих и сва три брата. Рад на музеју је схватио као своју националну мисију. Имао је заслуге у организацији и уређивању тог музеја. За сталног кустоса геолошког музеја постављен је 1905.
Поред редовних дужности, такође је учествовао у изради планова и програма за минералогију и геологију у средњим школама. У два маха је биран за надзорника основних школа 1890. и 1892, а од 1898. до 1917, је био стално у комисији за полагање професорских испита из јестаственице.
Учествовао је у Балканским ратовима, као комесар чиновничког реда у Муниционом одељењу Дунавске дивизије II позива. У Првом светском рату је био инспекциони контролор, али је у октобру 1915. разрешен војне дужности и вратио се у Београд.
На месту привременог управника Музеја српске земље се налазио све до 1926, када је, по сопственој молби пензионисан, после 38 година рада. По његовом одласку са дужности, на месту управника музеја наследио га је др Душан Стојићевић, кустос зоолог. Радио је и после пензионсања, као изасланик министра просвете за ниже и више течајне испите, широм Југославије, а од 1931. је радио на теренским истраживањима, као спољашњи сарадник Геолошког института Краљевине Југославије.. У Музеју српске земње радио је добровољно све до маја 1931.
Такође се залагао за развој орнитологије. Старао се, не само о увећању збирки птица, већ је скупљао податке о њиховој сеоби и редовно објављивао каталоге музејских збирки птица. Развио је и широку мрежу добављача примерака за збирке. Такође је волео гајено, баштенско и културно биље. На својим путовањима је записивао њихове локалне и дијалетске називе, као и називе њихових делова.
Није се никад женио.
Умро је 5. августа 1938. у Београду. Наредног дана је сахрањен на Новом гробљу у Београду.

## Таксони
Бавио се пионирским истраживањем фосилне и рецентне фауне. Описао је за науку велики број нових таксона и дао им научне називе. Тако је, поступајући према традицији да се новооткривеним врстима могу давати имена у част личностима које аутор посебно уважава, дефинисао неколико занимљивих таксона:
- (лат. Planorbis nusici), врста пужа, названа према Браниславу Нушићу, који је имао и природњачког дара и као српски конзул у Османском царству, слао палеонтолошки материјал[10]
- (лат. Planorbis popovici), врста пужа, коју је посветио младом геологу Бошку Поповићу, који је погинуо на Церу 1914.[11]
- (лат. Pyrgula radici), по добром пријатељу Владимиру Радићу[11]
- (лат. Micromelania milicevici), по књижевнику Милану Ђ. Милићевићу[11]
- (лат. Valvata bojanovski), по лаборанту Геолошког института, који му је фотографисао све „нове облике“ мекушаца са Косова и Метохије[11]

## Академик
Био је дописни члан Српске краљевске академије (Академије природних наука) од 3/16. фебруара 1906, а прави члан (Академије природних наука) од 18. фебруара 1922. Са приступном беседом „Развиће неогена у Србији“ (фра. Le développement du néogène en Serbie), проглашен је академиком 28. јануара 1923. У СКА је учествовао у разним комисијама, а потписао је предлоге за пријем многих дописних чланова.
Такође је био члан Југословенске академије знаности и умјетности у Загребу (1905) у разреду Математичко природословном, редовни члан Српског геолошког друштва, Хрватског наравословног друштва у Загребу, бугарског Природоиспитателног друштва у Софији, немачког Малакозоолошког друштва у Франкфурту. Био је редовни члан Професорског друштва и од 1893. члан његове управе.

## Дела
Написао је велики број мањих стручних прилога и реферата за часописе „Наставник“, „Просветни гласник“, „Учитељ“, „Јавор“, „Дело“, „Ловац“, „Геолошки анал Балканског полуострва“.
- „Медитеранска фауна у Раковици“ (1890), штампана је са мањим изменама и на немачком језику
- „Од кладова до Костоца“ (1890)
- „О терцијару Тимочке крајине“ (1891)
- „Земљотреси у Србији 1893 с додатком земљотреса у околним земљама“ (1896)
- „Јестаственички музеји у суседним земљама“ (1897)
- „О раду на подизању Јестаственичког музеја у Србији“ (1902)

Из зоологије се посебно истиче малаколошки:
- „Фораминифери из II медитеранских словјева у Србији“ (1901) палеонотолошка студија
- „Прилози познавању мекушаца из Старе Србије и Македоније“, са описом неких нових врста, њихових одлика и зоографским проматрањима
- „Мекушци из Србије и сувоземни пужеви“, као посебно издање, са зоографском картом Краљевине Србије СКА (1912)

Орнитолошки радови:
- „Списак птица у музеју српске земље“, као коаутор, (1904) и додатак списку (1905)

## Одликовања
За резултате постигнуте у раду са ученицима у гимназији и Музеју српске земље је одликован Орденом Светог Саве V степена (1899), IV степена (1903), затим III степена (1910) и II степена (1923). На крају каријере је добио Орден Белог орла петог реда (1925).